# غوس كايل
غوس كايل هو صحفي كندي، ولد في 11 سبتمبر 1923 في Dysart, Saskatchewan ‏ في كندا، وتوفي في 17 نوفمبر 1996.

## وصلات خارجية
- غوس كايل على موقع دوري الهوكي الوطني (الإنجليزية)
- غوس كايل على موقع قاعة مشاهير الهوكي (لاعب أن.إتش.أل) (الإنجليزية)
- غوس كايل على موقع EliteProspects.com (الإنجليزية)
- غوس كايل على موقع HockeyDB.com (الإنجليزية)
- غوس كايل على موقع Hockey-Reference.com (الإنجليزية)